# صمیمیت هیجانی
صمیمیت هیجانی (به انگلیسی:Emotional intimacy) جنبه ای از روابط میان‌فردی است که شدت آن از رابطه ای به رابطه دیگر و از زمانی به زمان دیگر، همانند صمیمیت فیزیکی، متفاوت است. صمیمیت هیجانی شامل درک نزدیکی به دیگری، به اشتراک گذاشتن احساسات شخصی و اعتبار شخصی است.
صمیمیت هیجانی را می‌توان در ارتباطات کلامی و غیرکلامی بیان کرد. میزان راحتی، اثربخشی و تجربه متقابل نزدیکی ممکن است نشان دهنده صمیمیت هیجانی بین افراد باشد. صمیمیت هیجانی در درجه اول به میزان نزدیکی و همچنین ماهیت رابطه و فرهنگی که در آن مشاهده می‌شود بستگی دارد. صمیمیت جنسی با صمیمیت عاطفی متفاوت است زیرا این صمیمیت اغلب به هیچ نوع زمینه جنسی نیاز ندارد. صمیمیت هیجانی یک رویداد روانی است و زمانی اتفاق می‌افتد که سطح اعتماد و ارتباط بین دو نفر به گونه‌ای باشد که به اشتراک گذاشتن عمیق‌ترین خود یکدیگر تقویت شود. بسته به پیشینه و قراردادهای شرکت کنندگان، صمیمیت هیجانی ممکن است شامل افشای افکار، احساسات و هیجانات به منظور دستیابی به تفاهم، ارائه حمایت متقابل یا ایجاد حس اجتماع یا وظیفه باشد.
صمیمیت هیجانی را می‌توان در ارتباطات کلامی و غیرکلامی بیان کرد. میزان راحتی، اثربخشی و تجربه متقابل نزدیکی ممکن است نشان دهنده صمیمیت هیجانی بین افراد باشد.
صمیمیت هیجانی در درجه اول به میزان نزدیکی و همچنین ماهیت رابطه و فرهنگی که در آن مشاهده می‌شود بستگی دارد. صمیمیت هیجانی با صمیمیت جنسی متفاوت است، زیرا صمیمیت جنسی می‌تواند با یا بدون صمیمیت عاطفی صورت گیرد. صمیمیت جنسی با صمیمیت عاطفی متفاوت است زیرا این صمیمیت اغلب به هیچ نوع زمینه جنسی نیاز ندارد. صمیمیت هیجانی یک رویداد روانی است و زمانی اتفاق می‌افتد که سطح اعتماد و ارتباط بین دو نفر به گونه‌ای باشد که به اشتراک گذاشتن عمیق‌ترین خود یکدیگر تقویت شود. بسته به پیشینه و قراردادهای شرکت کنندگان، صمیمیت هیجانی ممکن است شامل افشای افکار، احساسات و هیجانات به منظور دستیابی به تفاهم، ارائه حمایت متقابل یا ایجاد حس اجتماع یا وظیفه باشد.